# Condado de Robertson (Tennessee)
El condado de Robertson (en inglés: Robertson County, Tennessee), fundado en 1796, es uno de los 95 condados del estado estadounidense de Tennessee. En el año 2000 tenía una población de 54.433 habitantes con una densidad poblacional de 44 personas por km². La sede del condado es Springfield.

## Geografía
Según la Oficina del Censo, el condado tiene un área total de 1235 km² (476,8 mi²), de la cual 1234 km² (476,4 mi²) es tierra y 1 km² (0,4 mi²) es agua.

### Condados adyacentes
- Condado de Logan (norte)
- Condado de Simpson (noreste)
- Condado de Sumner (este)
- Condado de Davidson (sur)
- Condado de Cheatham (suroeste)
- Condado de Montgomery (oeste)
- Condado de Todd noroeste

## Demografía
En el 2000 la renta per cápita promedia del condado era de $43 174, y el ingreso promedio para una familia era de $49 412. El ingreso per cápita para el condado era de $19 054. En 2000 los hombres tenían un ingreso per cápita de $34 895 contra $24 086 para las mujeres. Alrededor del 9,00% de la población estaba bajo el umbral de pobreza nacional.

## Lugares

### Ciudades y pueblos
- Adams
- Cedar Hill
- Coopertown
- Cross Plains
- Greenbrier
- Millersville
- Orlinda
- Port Royal
- Ridgetop
- Springfield
- White House